# Jászfényszaru
Jászfényszaru là một thành phố thuộc hạt Jász-Nagykun-Szolnok, Hungary. Thành phố này có diện tích 76,16 km², dân số năm 2010 là 5720 người, mật độ 75 người/km².